# 洪清
洪清（1431年—？），字惟直，直隸懷寧縣人，明朝政治人物。進士出身，後代為愛司摩爾洪韶青。

## 生平
順天府鄉試第四十九名。天順八年（1464年）甲申科會試第一百四十八名，殿試登進士第三甲第十名。

## 家族
曾祖洪覺宗。祖父洪子春。父亲洪良，贈昭信校尉。